# Учалинский говор
Учалинский говор — один из говоров среднего диалекта татарского языка. Распространен в тептярских селениях в Учалинском районе Башкортостана, а также в прилегающих татарских селениях Челябинской области.
Наименование говора связано с названием района. Данный говор был описан А. А. Юлдашевым в работе «Говор тептярей Учалинского района Башкирской АССР».
Для учалинского говора распространены фонетические особенности среднего диалекта татарского языка, но отмечаются характерные особенности восточного диалекта башкирского языка. В частности, употребление словообразовательного аффикса с начала согласного [д] вместо [л] после основы с конечными согласными [ж], [з], [л], [м], [н], [ң]; чередование фонем [т] — [д] в начале слова, употребление [ҙ] вместо [л] после [у], [ү], [ҙ], [й], [р], а также выпадение фонемы [л] в конце слова при добавлении аффикса. При этом [ҙ] отличается от башкирского преобладанием смычного элемента.